# Ел Яфрате
Альберт Етоні Яфрате (англ. Albert Anthony Iafrate; 21 березня 1966, м. Дірборн, США) — американський хокеїст, захисник.
Виступав за «Бельвілль Буллс» (ОХЛ), «Торонто Мейпл-Ліфс», «Вашингтон Кепіталс», «Бостон Брюїнс», «Сан-Хосе Шаркс».
В чемпіонатах НХЛ — 799 матчів (152+311), у турнірах Кубка Стенлі — 71 матч (19+16).
У складі національної збірної США учасник зимових Олімпійських ігор 1984 (6 матчів, 0+0); учасник чемпіонату світу 1998 (4 матчі, 0+2).
Досягнення
- Учасник матчу всіх зірок НХЛ (1988, 1990, 1993, 1994)